# Heinrich Reitter
Heinrich Reitter (* 10. November 1816 in Prag; † 14. April 1906 ebenda) war ein österreichischer Beamter und Politiker.

## Leben
Reitter studierte an der Karlsuniversität Prag. Er arbeitete als Kriegsbeamter auf österreichischen Festungen und später als Bankbeamter bei der Österreichischen Nationalbank in Prag. Nach seiner politisch motivierten Verbannung aus Österreich war er von 1849 bis 1857 Sekretär der Handelskammer in Heilbronn. Anschließend wirkte er als Vizedirektor der Versicherungsgesellschaft „Providentia“ in Frankfurt am Main. Von 1864 bis zu seinem Ruhestand 1878 war er gleichfalls als Versicherungsdirektor der Pester Versicherungsanstalt in Pest tätig.
Von Ende Mai 1848 bis 30. Mai 1849 war Reitter für den Wahlkreis Böhmen in Böhmisch-Leipa Mitglied der Frankfurter Nationalversammlung in der Fraktion Westendhall.
1849 war er Mitglied im Zentralmärzverein.